# Bölcs Matilda
Bölcs Matilda (Szombathely, 1949. február 22. –) magyarországi horvát költőnő.

## Élete
Szerbhorvát gimnáziumban érettségizett Budapesten, majd az ELTE-n tanult horvát és magyar nyelvet. Később gimnáziumi tanár volt Szombathelyen. Állandó résztvevője a Határon túli horvát költők találkozójának és szerkesztője a Riječ horvát irodalmi folyóiratnak. A szombathelyi Pedagógiai Egyetemen tanít a horvát katedrán.

## Műve
- Jantarska ciesta, versgyűjtemény 1992

## Külső hivatkozások
- Kolo
- Hrvatski glasnik PDF 1,5 MB
- Sanja Vulić[halott link] PDF, 252KB
- Neven PDF
- croatica.hu, A magyarországi horvátok irodalma 1945-től napjainkig
- Oktatási és Kulturális Minisztérium Archiválva 2010. június 1-i dátummal a Wayback Machine-ben Okvirni program hrv. jezika i književnosti za dvojezične škole - Djelatnost suvremenih književnika